# ГЕС Пуент-дю-Буа
ГЕС Пуент-дю-Буа – гідроелектростанція у канадській провінції Онтаріо. Знаходячись між ГЕС Whitedog Falls (вище по течії) та ГЕС Слейв-Фолс, входить до складу  каскаду на річці Вінніпег, яка є однією з основних приток однойменного озера (річкою Нельсон дренується до Гудзонової затоки).
В районі станції ліву протоку річки перекривала гребля із трьох частин: кам'яно-накидної, бетонної та водопропускної довжиною 0,21 км, 0,17 км та 0,17 км відповідно. Шлюзи останньої із названих ділянок були обладнання дерев'яними засувками, котрі управлялись вручну. Враховуючи застарілість споруди віком понад сотню років, у 2010-х її замінили розташованою дещо нижче новою конструкцією: земляна гребля перекрила все русло протоки, а ліворуч облаштували новий прохід до бетонної водопропускної греблі з сімома шлюзами.
Перепона у лівій протоці спрямовує воду до правого проходу. В останньому протягом чотирьох сотень метрів ліву сторону формує ще одна утримуюча споруда, котра тягнеться паралельно течії річки понад порогами та на завершенні з’єднується з перекриваючим праву протоку машинним залом довжиною 135 метрів.
Станцію ввели в експлуатацію у 1911-му з трьома турбінами типу Френсіс, після чого з 1912 по 1926 рік тут змонтували ще тринадцять таких же гідроагрегатів, що довело загальну потужність ГЕС до 70 МВт. У 1999-му одну з старих турбін демонтували та замінили турбіною типу Straflo, при цьому загальний показник станції зріс до 75 МВт. Обладнання ГЕС Pointe du Bois використовує напір у 14 метрів та забезпечує виробництво 599 млн кВт-год електроенергії на рік (тобто майже постійно працює з повним навантаженням).
Видача продукції відбувається по ЛЕП, розрахованим на роботу під напругою 69 кВ та 138 кВ.